# Jug (fiume)
Lo Jug (in russo Юг? che significa sud, anche traslitterato come Yug) è un fiume della Russia europea centrale, braccio sorgentifero di destra della Dvina Settentrionale. La sua lunghezza è di 574 km e il suo bacino idrico è di 35 600 km².

## Geografia
Nasce dai bassi rilievi dei monti Uvali, nella parte sudorientale dell'oblast' di Vologda, dirigendosi verso sud; dopo pochi chilometri di corso descrive un'ampia ansa vicino alla città di Nikol'sk dirigendosi verso settentrione. Dopo la confluenza con i fiumi Šarženga e Kipšen'ga supera la larghezza degli 80 m. Nella regione della città di Kičmengskij riceve come affluenti i fiumi Pičug, Šonga, Kičmen'ga e Pyžug espandendosi ad una larghezza di circa 100 m.
Nella parte intermedia del suo corso lo Jug entra nella regione di Kirov, dove bagna la cittadina di Dem'janovo e di Posodinovec, infine, compie un'ultima svolta prendendo direzione nord-occidentale fino a congiungersi con la Suchona in prossimità della città di Velikij Ustjug, formando la Dvina Settentrionale. Il maggiore affluente è la Luza, proveniente da destra (si immette nello Jug a circa 30 km dalla foce); altri tributari minori sono Pušma da destra, Šarženga e Kičmen'ga da sinistra. Davanti alla foce del fiume si trova la città Velikij Ustjug. Nella parte finale del suo tratto raggiunge fino ai 300-400 m di larghezza.
Vicino a Velikij Ustjug sono state scoperte due torbiere che hanno conservato delle barriere da pesca risalenti alla prima metà del III millennio a.C..
Lo Jug è gelato, mediamente, dalla fine di ottobre a fine aprile; la portata media, mediamente di circa 300 m³/s (non lontano dalla foce), può oscillare da massimi di quasi 5 000 (tarda primavera) a minimi di circa 25 (fine inverno - inizio primavera).

## Idrologia
La portata media annua a circa 30 km dalla foce del fiume è di 289,5 metri cubi al secondo. La stagione di piena è da aprile a giugno e si ferma a ottobre.

## Affluenti
- Da sinistra: Kipšen'ga, Šaržen'ga, Šonga, Kičmen'ga, Pyžug, Barža.
- Da destra: Spasskaija Andanga, Bol'šaja Locha, Ličug, Ëntala, Enanga, Pušma, Luza.

## Centri abitati
Nella parte superiore del suo corso, lo Jug passa per la città di Nikolsk, nei villaggi di Kičmengskij Gorodok e Ust'-Alekseevo, i villaggi urbani Podosinovec e Dem'janovo. Di fronte alla foce è la città di Velikij Ustjug.